# Kondom

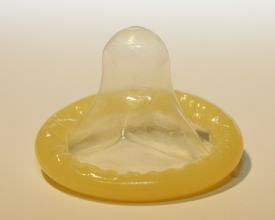
Kondom

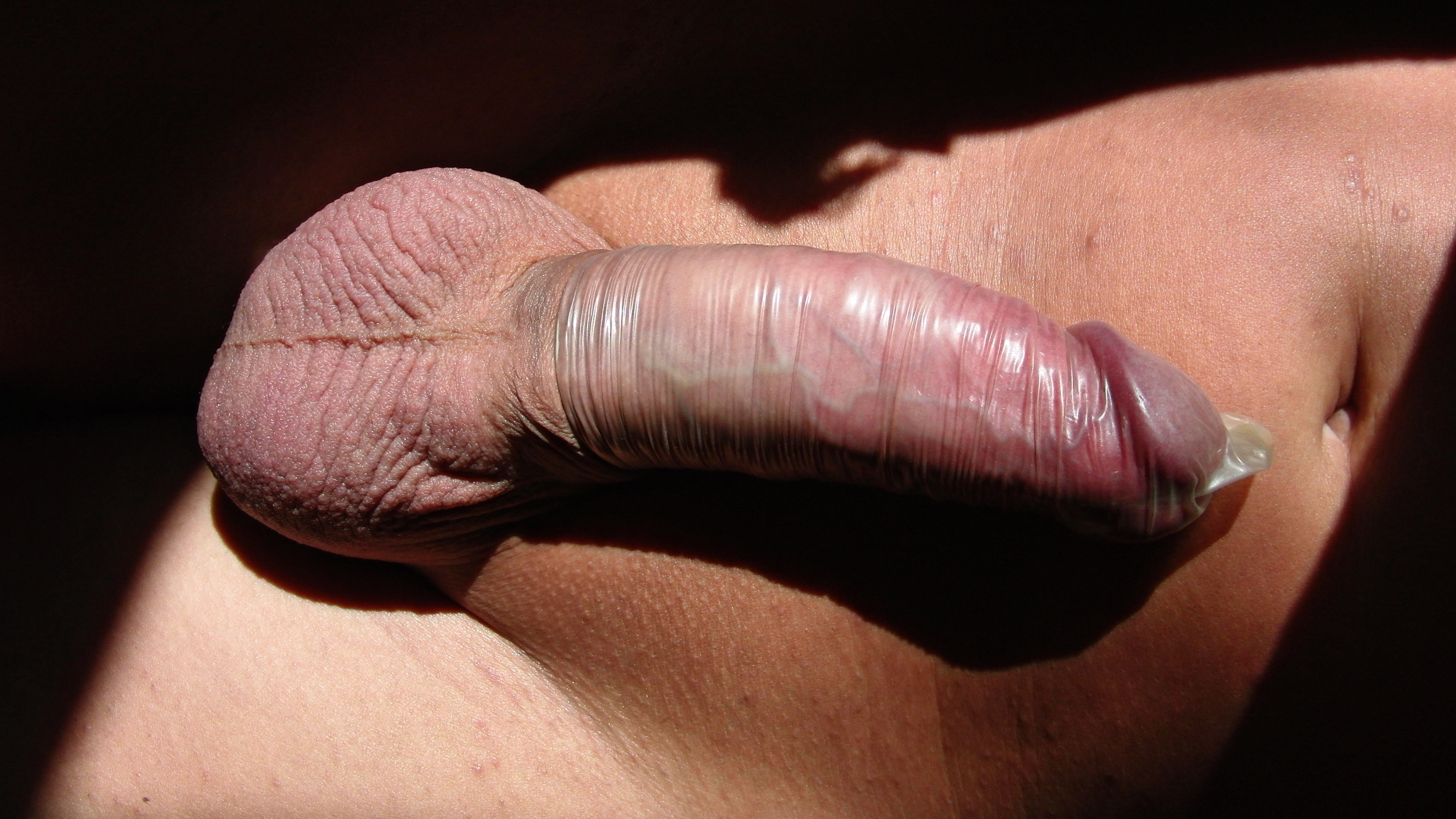
Helt utrullad kondom på en penis.

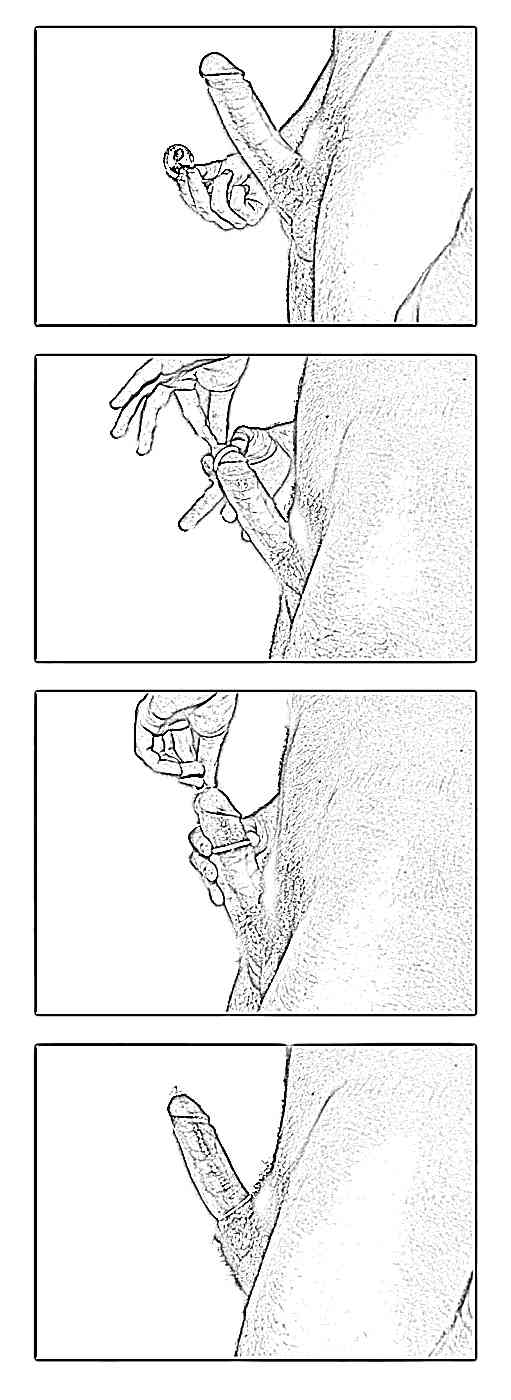
Hur man trär på en kondom.

En kondom är ett preventivmedel som träs på penis vid samlag för att förhindra spridning av könssjukdomar och/eller för att förhindra graviditet. Kondomen är ett fodral, vanligen gjort av latex. Vid mannens ejakulation töms sperman i en behållare i toppen på kondomen, och hindras därmed från att nå livmodern vid vaginalt samlag, varvid möjligheterna till graviditet förhindras.
Kondomer används också som skydd mot könssjukdomar vid analsex och fellatio (oralsex), samt mot andra sjukdomar som smittar via slemhinnor (till exempel Hepatit B och C). Vid oralsex kan även en så kallad slicklapp användas.

## Olika utföranden
Kondomer finns även i plast (polyuretan), gjorda för latexallergiker. En annan fördel är att plastkondomer kan göras tunnare (0,015 mm) och leder värme bättre vilket ger en ökad känsla. En nackdel är att de är dyrare samt att de inte tål lika mycket friktion som tjockare kondomer vilket gör att de spricker lättare.
Profilering av kondomer är utformning efter penis anatomiska form. Andra utföranden är knottriga, ribbade, spiralformade och smaksatta kondomer (som används vid oralsex). Det finns även kondomer som är extra tjocka (upp till 0,1 mm jämfört med 0,06 mm) som är lämpliga vid exempelvis analsex. Detta på grund av att ett tjockare material innebär en minskad risk för sprickor och medför större säkerhet.

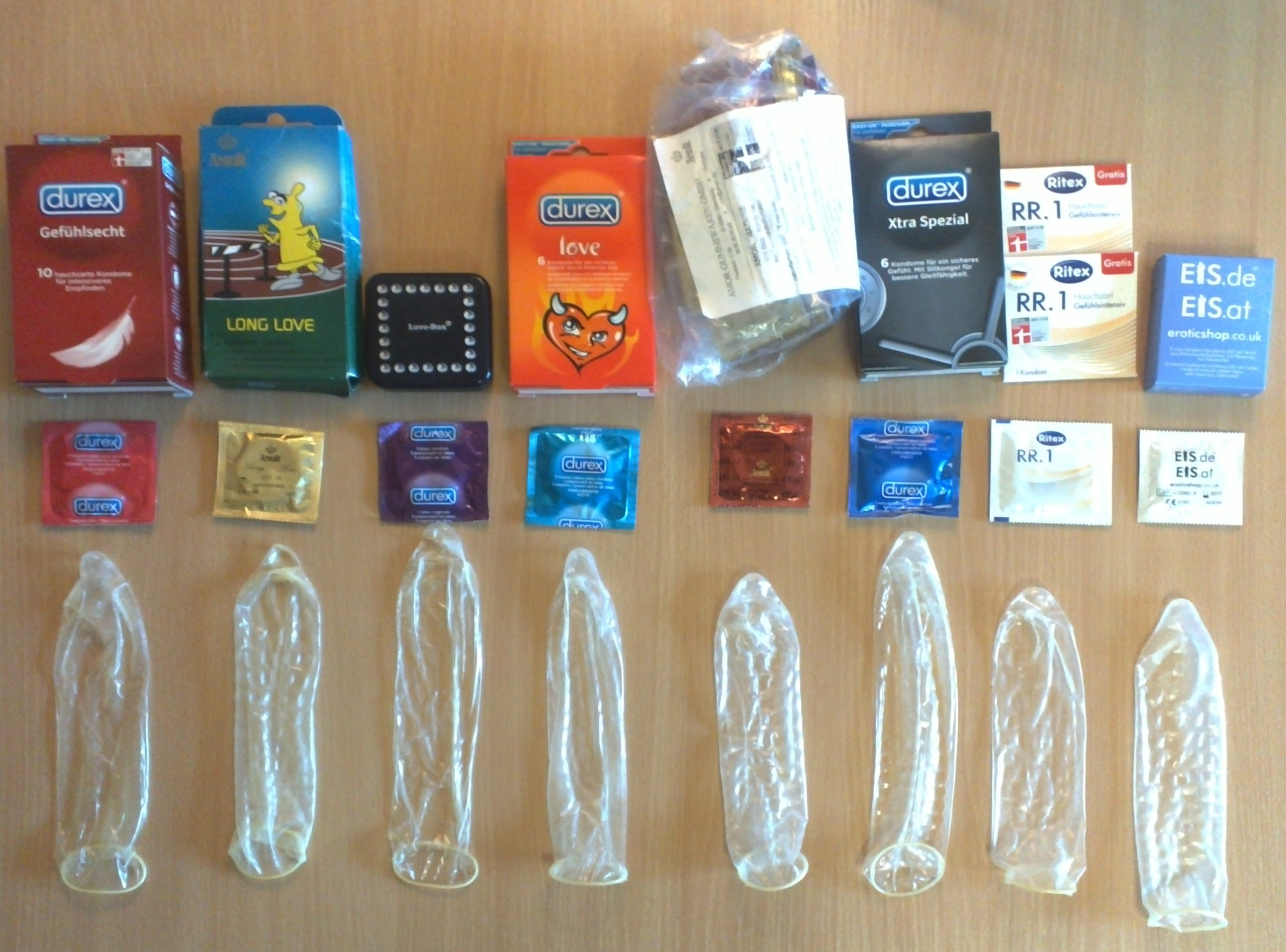
Kondomer av olika modeller och fabrikat med tillhörande förpackningar.

Kondomer finns också för kvinnor. Dessa kallas femidom, och är en tunn gummicylinder som förs in i slidan innan samlaget. 

## Säkerhet
Kondom är ett bra skydd mot graviditet och är det enda preventivmedlet som även skyddar mot könssjukdomar, dock bara till 85 % vid typiskt användande. Vid idealiskt användande har kondomen ett beräknat Pearl-index på 2 % räknat som antalet oönskade graviditeter på 100 kvinnor som använder metoden under ett år.
Kondomers skydd mot olika sexuellt överförda infektioner och virus varierar. Enligt en metaanalysartikel från Cochrane Collaboration så reducerar kondomanvändningen risken att drabbas av HIV med 80 % hos heterosexuella jämfört med inget skydd.
Enligt en annan metaanalys från Cochrane så har kondomer som inte är tillverkade av latex större risk att gå sönder men har ungefär ett liknande skydd mot graviditet vid typiskt användande varför dessa med fördel kan användas av latexallegiker.